# Ashleigh Brilliant
Ashleigh Ellwood Brilliant (Londres, 9 de dezembro de 1933) é autor e cartunista do Reino Unido. Ele é mais conhecido por seus Pot-Shots, ilustrações de painel único com comentários humorísticos de uma linha, que começaram a ser distribuídas nos Estados Unidos da América em 1975. Brilliant se naturalizou cidadão americano em 1969.

## Biografia
Brilliant estudou na Hendon School (então Hendon County School), em Londres, nas décadas de 1940 a 50. Ele se formou na Universidade da Califórnia em Berkeley com um Ph.D. em história em 1964 e lecionou na "Floating University", um navio de cruzeiro educacional que viajou ao redor do mundo em meados dos anos 60. Mais tarde, ele lecionou em uma faculdade comunitária em Bend, Oregon.
Durante o "Summer of Love" em San Francisco em 1967, Brilliant dava palestras diárias perto da entrada do Golden Gate Park na Haight Street. Ele lançou um álbum ao vivo gravado no Golden Gate Park em 1967 em uma pequena gravadora de Hollywood, Califórnia, Dorash Enterprises (Dorash LP-1001). O álbum, Ashleigh Brilliant in the Haight-Ashbury, é bastante raro hoje. O material usa melodias e melodias conhecidas de domínio público e incorpora letras poéticas inteligentes sobre maconha, os Diggers, os bairros de São Francisco e suas experiências pessoais, ao mesmo tempo em que exibe uma brincadeira que flui e diminui com seu público, que responde calorosamente à performance e também participa das canções. Ele declara na gravação que esteve se apresentando neste ambiente por aproximadamente duas horas por dia nas quatro semanas anteriores. Ele ri durante sua apresentação, enquanto o público se junta a ele cantando junto e batendo em itens percussivos. O álbum termina com um "Haight-Ashbury Farewell".
O Wall Street Journal o descreveu em um perfil de 1992 como "o único epigramatista profissional publicado em tempo integral da história".
Ao mesmo tempo, havia alguma confusão e controvérsia quanto à propriedade e ao reconhecimento de sua forma de arte distinta. Em um processo de violação de direitos autorais movido por Brilliant, um juiz federal dos Estados Unidos decidiu que, embora frases curtas não fossem elegíveis para direitos autorais, as obras de Brilliant eram epigramas e, portanto, passíveis de direitos autorais (Brilliant vs. WB Productions Inc., 1979).
Embora Brilliant empregue um limite auto-imposto de 17 palavras por epigrama, ele na verdade escreveu e publicou 41 com 18 palavras e um com 19 palavras.
Em 1999 ele foi o autor do artigo "Y1K Crisis" que parodia a "Y2K Crisis" de 1999.
Parte da cena contracultural em San Francisco no final dos anos 1960, Brilliant escreveu e cantou uma série de canções paródicas sobre o movimento hippie no Golden Gate Park conforme o movimento hippie acontecia. Chamado The Haight-Ashbury Songbook, as canções agora aparecem em uma coleção de CDs disponíveis em seu site.
Brilliant comemorou seu 80º aniversário em dezembro de 2013 em Franceschi Park em sua atual cidade natal, Santa Bárbara, Califórnia. Lá, ele foi presenteado com um documento assinado pelo prefeito proclamando-o como o "Velho Sábio da Montanha".

## Críticas
Em um ensaio intitulado "Contra a propriedade intelectual", Brian Martin cita Brilliant como um "epigramático profissional" que é conhecido por ameaçar com ações judiciais a fim de exibir sua precedência de mercado sobre fragmentos de linguagem humana de propriedade legal, conseguindo, assim, revelar um dos muitos absurdos por trás da "propriedade intelectual", nomeadamente a sua capacidade de limitar o uso livre e a disseminação da expressão humana. Quando Brilliant encontra alguém que "usou" um de seus epigramas, ele os contata exigindo um pagamento por violação de direitos autorais. 
Por exemplo, o jornalista de televisão David Brinkley escreveu um livro, Todo mundo tem direito à minha opinião, cujo título atribuiu a um amigo de sua filha. Brilliant contatou Brinkley sobre violação de direitos autorais e a Random House, editora de Brinkley, pagou a Brilliant US$ 1 000 sem contestar a questão.
Em um caso separado de 1979, uma empresa copiou duas das frases de Brilliant - "Posso não ser totalmente perfeito, mas partes de mim são excelentes" e "Abandonei minha busca pela verdade e agora estou procurando uma boa fantasia" - e alterei uma terceira frase, tudo à venda em transferências de camisetas. O tribunal distrital reconheceu que as frases se distinguiam pela concisão, inteligência e observação direta, determinando que eram protegidas por direitos autorais.
Como o próprio Brilliant insiste que suas "frases" (ou "pot-Shots") são epigramas originais, conclui-se que qualquer uso delas sem sua permissão, especificamente por motivos comerciais (ou para ganho financeiro ou lucro), seria um violação de direitos autorais. Um semelhante ao uso de qualquer outro material "poético" (especificamente, grandes porções da referida obra) sem o consentimento do autor.

## Livros
Todos os livros publicados pela Woodbridge Press (Santa Bárbara, Califórnia)
- I May Not Be Totally Perfect, but Parts of Me Are Excellent, and Other Brilliant Thoughts (1979), ISBN 0-912800-66-6, ISBN 0-912800-67-4
- I Have Abandoned My Search for Truth, and Am Now Looking for a Good Fantasy: More Brilliant Thoughts (1980), ISBN 0-912800-89-5, ISBN 0-912800-90-9 (paperback)
- Appreciate Me Now, and Avoid the Rush: Yet More Brilliant Thoughts (1981), ISBN 0-912800-97-6, ISBN 0-912800-94-1 (paperback)
- I Feel Much Better, Now That I've Given Up Hope: And Even More Brilliant Thoughts (1984), ISBN 0-88007-145-1, ISBN 0-88007-147-8 (paperback)
- All I Want Is a Warm Bed and a Kind Word and Unlimited Power: Even More Brilliant Thoughts (1985), ISBN 0-88007-155-9, ISBN 0-88007-156-7 (paperback)
- The Great Car Craze: How Southern California Collided with the Automobile in the 1920s (1989), ISBN 0-88007-172-9.
- Be a Good Neighbor, and Leave Me Alone: And Other Wry and Riotous Writings (1992), ISBN 0-88007-191-5, ISBN 0-88007-192-3 (paperback)
- I Try to Take One Day at a Time, but Sometimes Several Days Attack Me at Once: More Brilliant Thoughts Than Ever (1987), ISBN 0-88007-161-3, ISBN 0-88007-162-1 (paperback)
- We've Been Through So Much Together, and Most of It Was Your Fault: More and More Brilliant Thoughts (1990), ISBN 0-88007-182-6, ISBN 0-88007-183-4
- I Want to Reach Your Mind... Where Is It Currently Located?: More Incredibly Brilliant Thoughts (1994), ISBN 0-88007-203-2, ISBN 0-88007-204-0 (paperback)
- I'm Just Moving Clouds Today, Tomorrow I'll Try Mountains: And Other More or Less Blissfully Brilliant Thoughts (1998), ISBN 0-88007-221-0